# ماجنوس هارنستام
ماجنوس هارنستام (بالسويدية: Magnus Härenstam)‏ هو مقدم تلفزيوني وممثل سويدي، ولد في 19 يونيو 1941 في السويد، وتوفي بنفس المكان في 13 يونيو 2015 بسبب سرطان.

## وصلات خارجية
- ماجنوس هارنستام على موقع IMDb (الإنجليزية)
- ماجنوس هارنستام على موقع روتن توميتوز (الإنجليزية)
- ماجنوس هارنستام على موقع ألو سيني (الفرنسية)
- ماجنوس هارنستام على موقع ميوزك برينز (الإنجليزية)
- ماجنوس هارنستام على موقع تيرنر كلاسيك موفيز (الإنجليزية)
- ماجنوس هارنستام على موقع أول موفي (الإنجليزية)
- ماجنوس هارنستام على موقع قاعدة بيانات الأفلام السويدية (السويدية)
- ماجنوس هارنستام على موقع ديسكوغز (الإنجليزية)
- ماجنوس هارنستام على موقع قاعدة بيانات الفيلم (الإنجليزية)
- ماجنوس هارنستام على موقع كينوبويسك (الروسية)